# سیارک ۱۵۰۵۲
سیارک ۱۵۰۵۲ (به انگلیسی: 15052 Emileschweitzer، نامگذاری:1998YD2) پانزده هزار و پنجاه و دومین سیارک کشف شده‌است که در ۱۷ دسامبر ۱۹۹۸ کشف شد.
قدر مطلق سیارک برابر ۲۹.۵ است.